# Maria Niggemeyer
Maria Niggemeyer (18 de maio de 1888 – 27 de setembro de 1968) foi uma política alemã da União Democrata-Cristã (CDU) e ex-membro do Bundestag alemão.

## Vida
Niggemeyer foi membro do Conselho Econômico de Bizone em 1948/49. Ela foi membro do Bundestag alemão desde sua primeira eleição em 1949 até 1961. De 1949 a 1957 ela representou o eleitorado Paderborn - Wiedenbrück e em 1957 ela entrou no parlamento através da lista estadual da CDU Renânia do Norte-Vestfália. De 13 de fevereiro de 1953 a 1957, ela foi presidente do comitê do Bundestag para questões de bem-estar público.

## Literatura
Herbst, Ludolf; Jahn, Bruno (2002).  Vierhaus, ed. Biographisches Handbuch der Mitglieder des Deutschen Bundestages. 1949–2002 (em alemão). München: De Gruyter - De Gruyter Saur. 1715 páginas. ISBN 978-3-11-184511-1